# Johann Daniel Ludwig von Reppert
Johann Daniel Ludwig von Reppert (* 1. März 1724 in Kleinwalbur; † 16. Februar 1800 in Treptow an der Rega) war ein preußischer Landrat. Er stand von 1772 bis 1795 dem Daber-Naugard-Dewitzschen Kreise in Hinterpommern vor.

## Leben
Geboren wurde Reppert in Kleinwalbur im Herzogtum Sachsen-Coburg. Sein Vater Christian Reppert (* 1686; † 1742) war Gutsbesitzer („Freisass“) auf Kleinwalbur und sachsen-coburgischer Hof- und Kanzleiadvokat. Reppert trat, wie auch seine drei Brüder (darunter der spätere General Heinrich Sebastian von Reppert), in die Preußische Armee ein. Er diente ab 1743 im Dragoner-Regiment Alt Württemberg, bis er 1763 als Leutnant seinen Abschied nahm. 
Bereits 1754 hatte er Amalia Elisabeth von Dewitz (* 1732; † 1788) geheiratet, die aus der uradligen pommerschen Familie von Dewitz stammte. Von seinem Schwager erwarb er gemeinsam mit seiner Ehefrau 1758 Justemin mit dem Vorwerk Amalienburg, im Daber-Naugard-Dewitzschen Kreis gelegen. 1764 erwarb er ferner die Güter Radem und Schloissin A.
1772 wurde Reppert als Nachfolger des zurückgetretenen Christian Heinrich von Dewitz zum Landrat des Daber-Naugard-Dewitzschen Kreises gewählt und nach erfolgreicher Prüfung noch im selben Jahre ernannt. Angehörige der Familie Dewitz protestierten dagegen und wollten, dass wieder einer aus ihrer Familie Landrat werden sollte, hatten aber keinen Erfolg. Als Landrat hatte Reppert seinen Sitz auf seinem Gut Amalienburg. 1795 trat er aus Altersgründen als Landrat zurück; im Amt folgte ihm Otto Albrecht von Arnim. 
Reppert verkaufte 1796 seine Güter an den General Ernst von Rüchel und zog in die Stadt Treptow an der Rega, wo er vier Jahre später starb. Aus Repperts Ehe gingen drei Söhne, die Offiziere in der Preußischen Armee wurden, und zwei Töchter hervor.